# Erioconopa harukawai
Erioconopa harukawai är en tvåvingeart som först beskrevs av Alexander 1926.  Erioconopa harukawai ingår i släktet Erioconopa och familjen småharkrankar. Inga underarter finns listade i Catalogue of Life.